# 橘天敬

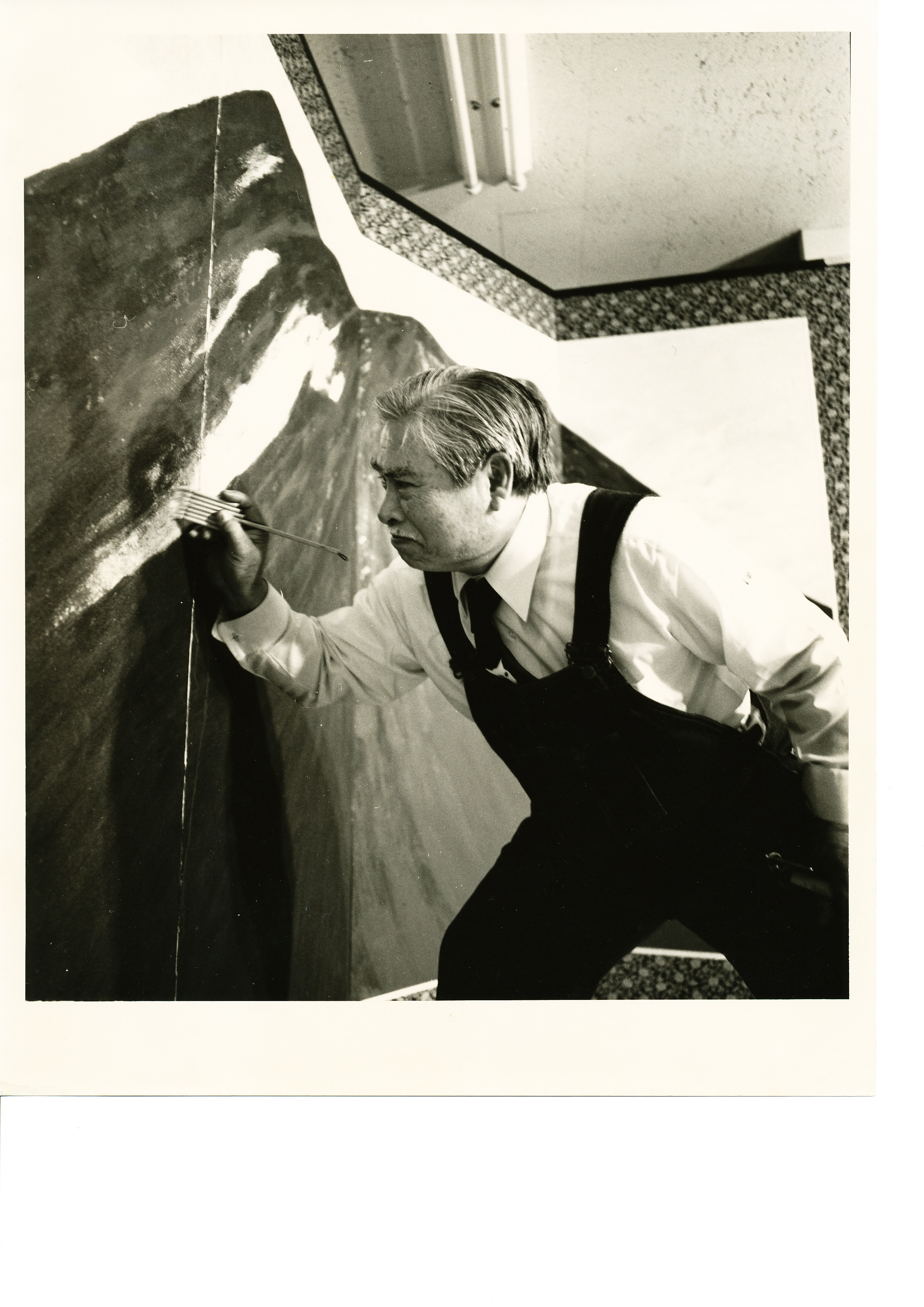
橘 天敬

橘 天敬（たちばな てんけい、1906年11月3日 - 1984年6月1日）は、日本の画家。本名・中山義文。初期には園部香峰を称していた。
また自身を明治天皇の落胤と称し、小松中宮と僭称した。
横山大観に私淑し、障屏画を中心に制作。代表作に「和楽之図」（大英博物館所蔵）、「風神雷神図」がある。

## 人物と作品
幼少期は野山を駆け回る腕白な少年であった。1920年（大正9年）3月、大谷小学校を卒業すると末永節や個人教授のもとに学び、得意は数学で英語は最も苦手だった。外遊は多かったものの生涯殆ど英語を話さず周囲に頼り、何処の国でも身振り手振りのジェスチャーで一心に気持ちを伝え、外国人の友人・知人は多かった。
東京美術学校専科時代には岡本一平に可愛がられ、街で一緒に似顔絵を描き、菊池寛、久米正雄らにも紹介され銀座の黒猫というカフェに連れて行かれるなど、既に一世を風靡していた漫画家、小説家との出会いを重ねた。その後、野口雨情、西条八十、時雨音羽、中山晋平らも展覧会の発起人として近衛文麿と共に名を連ねているが、先輩芸術家たちとの交流は青年期に貴重な影響を与えるものとなった。
仏画を描いた経緯は、17歳の秋に美術学校内で関東大震災に遭ったことがきっかけであった。その例えようのない惨状に「南無阿弥陀仏」と繰り返し唱え、震え、祈り、仏画に専心する強い決意のもと、山口県観念寺で修業し、初めて「如来像」を描いたという。
その後、海外での個展や留学が続き、広く学びながら文化交流に努めたが、戦後、園部香峰から雅号を橘天敬に改めた頃より、六曲一双屏風に障壁画の大作を次々描くようになった。1972年（昭和47年）夏には、アメリカワシントンのスミソニアン博物館内のフリーア美術館に六曲一双障壁画「風神雷神之図」が収蔵されたが、当時、記事にしたのは毎日新聞だけであった。“光琳、宗達に続く「異例の美術館入り」”との見出しで、故人の作品以外は収蔵しないという前例を破っての経緯であった。下図が無く、岩絵具と金箔でダイナミックに描いた障壁画は、ネルソン・アトキンス美術館、ロンドンの大英博物館などにも収蔵されている。
展覧会に欠かさず訪れ、天敬の「心の師」でもあった安岡正篤は、天敬の画風を陶淵明の詩から「大化縦浪派」（たいかしょうろうは）と評した。また、世界平和を願う同志として作品とその生涯を見守り、自筆の書と天敬の墨絵が一緒に描かれた掛軸も残っている。
晩年は諸々の平穏を願い得度したが、1982年（昭和57年）5月に脳梗塞で倒れ、更に胃癌が見つかり、1984年（昭和59年）に死去した。葬儀委員長は美術評論家の三宅正太郎、戒名は小松院殿天敬義仁大居士。
墓地は台東区谷中の長久院にあるが、天敬が生涯「芸術の師」と仰ぎ、谷中墓地に眠る横山大観といつでも酒が酌み交わせるようにと、生前の両者を知る墓守の計らいで、対面に位置するよう建てられている。

## 画歴年表
※ この項目は「画歴年表」であり、「画歴」に関する事以外、書き込まぬようお願いします。
- 幼少期、“成功”という雅号の先生に絵画の手ほどきを受ける。
- 1921年 - 受験のため、上京。横山大観先生の「霊峰富士」に心を打たれる。
- 1922年 - 独断で上野美術学校専科(現、芸大の予備校)に入学。
- 1923年 - 9月1日、校内で関東大震災に遭遇。惨状を目の当たりにし仏画を志す。
- 山口県佐波郡の浄土宗観念寺に滞在し、仏教美術研究に専念。「如来像」制作。
- 1927年 - 福岡県善導寺にて壁画を制作。画号を園部香峰とする。
- 宮崎県高千穂町道路修理のため、絵画50点を寄贈。
- 1928年 - 宮崎県の依頼で「神々降臨之図」制作。後に霧島神宮所蔵となる。
- 1929年 - 荒木十畝の推薦によりイタリア読画会に招待出品する。「池辺」発表。
- 福岡県飯塚市金本呉服店会場にて個展開催。
- 1930年 - 福岡日日新聞主催 “園部香峰 渡伊送別日本画展” 開催。
- 1933年 - タイ、インド、中国、ヨーロッパ各国を遊学。
- タイ国立博物館にて個展。「メナムの黎明」タイ国立博物館所蔵。
- 1934年 - シンガポールにて個展開催。
- 1935年 - 海外遊学中、文展に招待される。
- 1936年 - 1月、香港グロスターホテルにて個展開催。広東を始め中国各地歴訪。
- 2月25日帰国後、夏、「帰朝第一回作品頒布会」開催。
- 1938年 - 外務省欧州局長 市川彦太郎の扱にて外務省よりイタリアに「降魔之図」を贈る。イタリア国立博物館（現ローマ国立博物館）所蔵。
- 日東美術院（公募展）を創設。
- 第12回新構造社展に「歓喜」（273×546cm）出品。満州国協和会所蔵。
- 1940年 - 東京都美術館に於いて、日東美術院、第1回公募展を開催。
- 1941年 - 2月、京都ホテル（現・京都ホテルオークラ）にて「園部香峰小品展」開催。
- 東京都美術館に於いて、日東美術院、第2回公募展を開催。
- 「立正安国」（縦九尺横巾五十尺）陸軍省所蔵。
- 1942年 - 東京都美術館に於いて、日東美術院、第3回公募展を開催。
- 「高丘親王御図」（縦九尺横巾五十尺）昭南神社陸軍省所蔵。
- 1943年 - 岡部長景文部大臣と面談。横山大観画伯と共に東京美術学校（芸大）の改革を説く。
- 1946年 - 藤田嗣治と共に米海軍芸術顧問および軍政部顧問に就任。
- 1948年 - 静岡県白糸、松影塾に於いて青年の指導に当たる。
- 1949年 - 画号を橘香果とする。
- 1950年 - 5月30日、画号を橘天敬と改名する。これより障壁画の連作にとりかかる。
- 1952年 - 丸の内工業倶楽部（現日本工業倶楽部）にて「橘天敬 新作鑑賞パーティー」開催。
- 1954年 -「富嶽」（三尺巾横物）大蔵省 所蔵
- 1957年 - 中島久万吉の推薦により、丸の内工業倶楽部にて個展開催。
- 1960年 - メキシコ政府の招請により、メキシコ国立美術館にて個展開催。
- 1962年 - 障壁画「富岳雲海之図」六曲一双を、芝白金迎賓館に展示の上、朝野の名士三百数十名の署名の上、外政理事長の細野軍次によりロバート・ケネディに贈呈。ケネディ没後は司法省よりスミソニアン・フリーア美術館に移管される。
- 1963年 - 障壁画「無心光明」六曲一双 制作。池上本門寺所蔵
- 1964年 - 障壁画「日暖かし帝城の春」[六曲一隻、逓信総合博物館所蔵（現、郵政博物館）
- 1965年 - 3月、明治神宮参集殿にて“橘天敬の芸術展”開催。
- 障壁画「八州之気図」六曲一双、明治神宮宝物殿奉納。
- 障壁画「悠々無限之図」六曲一隻、外務省を通じ蔣介石総統に贈る。
- 1966年 - 米国、西テキサス州立大学芸術学部名誉教授となる。キャニオン美術館で個展。
- ワシントン国立第一銀行ホールに於いて個展。
- 1968年 - 障壁画「日暖かし帝城の春・二」六曲一双 制作。身延山久遠寺所蔵。
- 1970年 - 東京美術倶楽部にて「橘 天敬  障壁画鑑賞展」開催。
- 1971年 - 米国テキサス州パンハンドル・プレーンズ歴史博物館にて「橘天敬 障壁画展」
- 1972年 - 米国ワシントンDC国立フリーア美術館に六曲一双「風神雷神」が収蔵される。
- テキサス州ダラス市、百貨店ニーマン・マーカスで「障壁画展」開催。
- 1975年 - 三越本店7階ギャラリーにて、個展「橘天敬の藝術」開催。
- 1977年 - 5月、駐仏日本大使館後援により、パリ市ドロアン画廊にて個展。
- パリ市より「芸術功労賞」（金メダル）受賞。
- 1978年 - 10月3日、帝国ホテルにて、障壁画「スターンの桜」（六曲一双）を発表。同月、福岡 岩田屋にて個展。六曲一隻「不動明王」制作展示。
- 1979年 - 大阪 阪急百貨店にて個展。
- 1980年 - 6月、米国テキサス州パンハンドル・プレーンズ歴史博物館にて個展。
- 7月 - 静岡 松坂屋にて個展。
- 9月 - 銀座、ギャラリーセンタービルにて個展。
- 1984年 - 5月、障壁画「春琴之譜」六曲一双、米国スミソニアン・フリーア美術館より、ミズリー州カンサス市ネルソン・アトキンス美術館に移管収蔵される。

## 没後の活動
- 1993年-9月   障壁画「和楽之図」英国国立大英博物館収蔵記念展  ホテルオークラ東京  / 10月 「 橘 天敬の芸術展 」 大英博物館ジャパンギャラリー   英国 ロンドン
- 2004年-6月 「日暖かし帝城の春」収蔵40周年記念展  逓信博物館（※現  郵政博物館）
- 2005年-9月  「橘 天敬の芸術」イタリア上院議会  ジュスティニアニ宮殿   ローマ
- 2006年-5月   生誕100年記念展  東京美術倶楽部  （芝・御成門）
- 2007年-4月    パリ藝術功労賞受賞30周年記念展  アテネ劇場 （フランス  パリ）
- 2009年-7月    映画「アマルフィ 女神の報酬」画像提供 / 11月   黄桜酒造CM「辛口一献」作品撮影・画像貸出
- 2010年-7月    清雅－画中の理想郷（美術館所蔵作品展）   福岡市美術館
- 2012年-4月    ART KYOTO 2012  国立京都国際会館
- 2014年-3月    4Kコンテンツ京都研究会    仁和寺４K祭2014      京都  仁和寺
- 2015年-4月   超京都Art Kyoto  京都文化博物館（京都）
- 2016年-9月   アートAsia    ホテルオークラ福岡（福岡）
- 2018年-9月   インターナショナルギフトショー LIFE×DESIGN   東京ビッグサイト

## 作品所蔵美術館など

### 日本国外

#### 米国国立スミソニアン博物館内 フリーア美術館
- 障壁画「富岳雲海之図」（1952）六曲一双屏風
- 障壁画「静姿静観（風神）、至情霹靂（雷神）」（1970）六曲一双屏風

画像はこちら
http://collections.si.edu/search/results.htm?q=tachibana+tenkei&tag.cstype=all

#### 米国「パンハンドル・プレーンズ歴史博物館」
- 障壁画「清流」（1960）六曲一双屏風

#### 米国ネルソン・アトキンス美術館
- 障壁画「春琴之譜図」（1975）六曲一双屏風

画像はこちら
https://art.nelson-atkins.org/people/6574/-/objects/list

#### 英国国立大英博物館
- 障壁画「和楽之図」（1975）六曲一双屏風

画像はこちら
http://www.britishmuseum.org/research/collection_online/collection_object_details.aspx?objectId=1428254&partId=1&searchText=Peace+and+Concord&page=1

### 日本国内

#### 霧島神宮
- 掛軸 「神々降臨之図」（1928）  軸装

#### 池上本門寺
- 障壁画「無心光明」（1963）六曲一双屏風

#### 郵政博物館
- 障壁画「日暖かし帝城之春」（1964）六曲一隻屏風

#### 明治神宮 宝物殿
- 障壁画「八州之氣図」（1965）六曲一双屏風

#### 福岡市美術館
- 紺紙金泥絵巻「四方之海」（1970）  額装